# 涙たたえて微笑せよ 明治の息子・島田清次郎
『涙たたえて微笑せよ 明治の息子・島田清次郎』（なみだたたえてびしょうせよ めいじのむすこ しまだせいじろう）は、1995年4月15日にNHK総合で放送された土曜ドラマ。大正時代のベストセラー作家の島田清次郎を描いている。DVD化されている。

## キャスト
- 島田清次郎：本木雅弘
- 小林豊子：清水美砂
- ミツ：いしだあゆみ
- 舟木芳江：高岡早紀
- ：藤田敏八
- 佐藤義亮：筒井康隆
- 徳富蘇峰：芦田伸介
- ：加藤治子
- ：米倉斉加年
- ：中村久美
- ：葉月里緒菜
- 大杉栄：長谷川和彦
- 甘粕正彦：椎名桔平

## スタッフ
- 作：早坂暁
- 演出：久世光彦
- 音楽：坂田晃一
- プロデューサー：池端俊二